# Вартоломей Антониу
Вартоломей (на гръцки: Βαρθολομαίος) е гръцки духовник, поленински и кукушки митрополит  от 2021 година.

## Биография
Роден е в 1969 година в Солун с името Димитриос Антониу Триандафилидис (Δημήτριος Αντωνίου Τριανταφυλλίδης) в семейството на Георгиос и Елени. Завършва Църковната гимназия в Ламия и Богословския факултет на Атинския университет. Ръкоположен е за дякон в 1992 година и за презвитер в 1994 година от епископ Исидор Тралски. От 1995 година до 2021 година служи в историческата църква „Преображение Господне“ на Атинската архиепископия на урица „Кидатес“ в Плака. От 2001 година служи в Светия синод на Църквата на Гърция като директор на Ратификационната служба и секретар на Специалните синодални комисиипо културна идентичност и Академията за църковни изкуства, както и член на Подкомисията по художествени събития на Църквата.
На 8 октомври 2021 година архимандрит Вартоломей е избран за митрополит на Кукуш с 58 гласа срещу архимандрит Йоаникий Кулянопулос (11 гласа) и архимандрит Доротей Папарис (14 гласа).
На 16 октомври 2021 година е ръкоположен в митрополитския храм „Благовещение Богородично“ в атинската катедрала „Благовещение Богородично“. Ръкоположението е извършено от архиепископа на Атина и цяла Гърция Йероним II Атински в съслужение с митрополитите Игнатий Димитриадски, Дионисий Коринтски, Гавриил Неайонийски, Теолклит Йерисовски и Платон Лъгадински.